# Espàrring

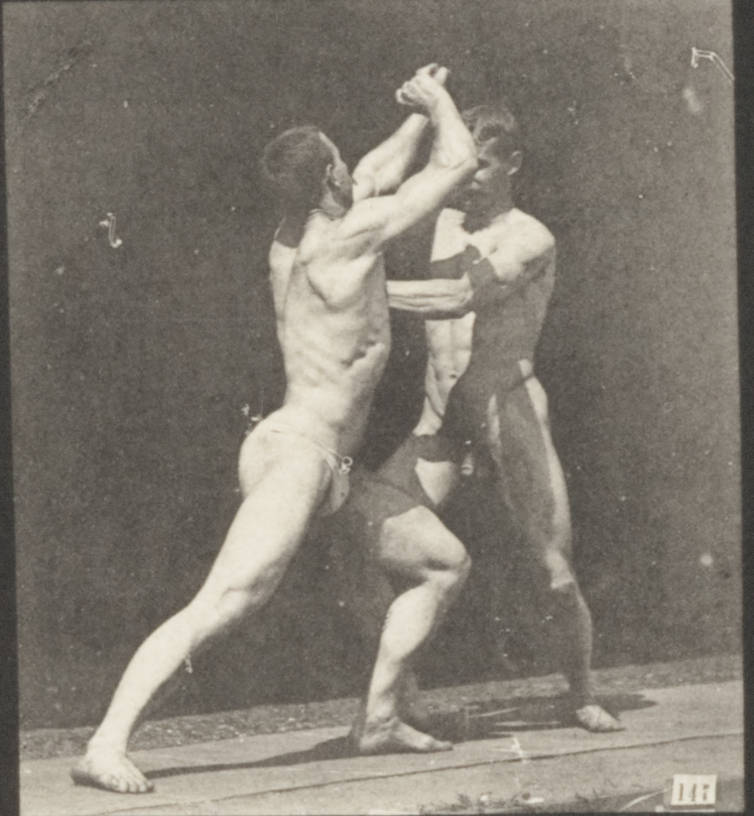
Dos púgils practicant l'espàrring

L'espàrring és una forma d'entrenament, en la qual els esportistes d'arts marcials simulen un combat real, a tall de preparació. A més a més, també és conegut com a espàrring aquell esportista que ajuda el boxador en el procés d'entrenament, lluitant junts.

## Etimologia
La procedència de la paraula espàrring és anglesa, ja que prové del verb spar ('lluitar contra altres persones que servisquen com a oponents'). A diferència d'un entrenador, este expert lluita amb la persona de forma tan real com si fora el seu oponent en combat; açò li permet polir les habilitats, moviments i tècniques. En l'argot popular d'esta disciplina, també es coneix l'espàrring com ''fer guants''.

## Espàrring en la boxa

### Beneficis de l'espàrring
Els beneficis de l'espàrring són molts. En esta fase de preparació, es persegueixen dos objectius. El fonamental és treballar la part física dels boxadors. Estos aprenen a controlar les dimensions del quadrilàter. A més, assoleixen un domini de la respiració, aguditzar els reflexos i posar en pràctica les possibles estratègies. Altres beneficis derivats d'esta pràctica són els següents: identificar i corregir les errades tècniques més comunes; aprendre a gestionar la intensitat i els temps en cada round i, per acabar, millorar la resistència.

### Selecció d'un company d'espàrring
Per dur a terme una sessió d'espàrring en boxa, calen unes condicions físiques i mentals òptimes per a l'entrenament. Així mateix, és de vital importància que este ajudant compte amb unes aptituds similars en relació amb el boxador en procés de preparació, això és, que ambdós tinguen les mateixes característiques físiques i destreses. Un bon espàrring, per tant, és aquell que permetrà corregir els aspectes que puguen perjudicar el boxador en una competició oficial.

### Tipus d'espàrring
En el món de l'espàrring, se'n diferencien dos tipus: l'espàrring controlat i el complet. En este primer tipus, tant l'entrenador com l'espàrring no llançaran colps a màxima potència, encara que de vegades solen aparéixer tensions i és difícil controlar la força de pegada. Es tracta d'una simulació de lluita a baixa intensitat, més orientat als boxadors que estan iniciant-se. En canvi, amb l'espàrring complet no sol haver-hi tantes limitacions a l'hora d'executar les diferents tècniques. La intensitat augmenta, així com la sensació de trobar-se en un combat professional, perfecte per als boxadors més experimentats.

### Equipament per als espàrrings
Generalment, en les pràctiques d'espàrring, se solen utilitzar uns guants i un casc més gruixuts per tal d'esmorteir, al màxim possible, la força de pegada del contrincant. També és fonamental emprar protectors bucals, benes i conquilles, totes eines per a protegir les parts més vulnerables del cos.